# Клан Макдавелл

Емблема (хрест) клану МакДавелл.

Герб вождя клану МакДавелл.

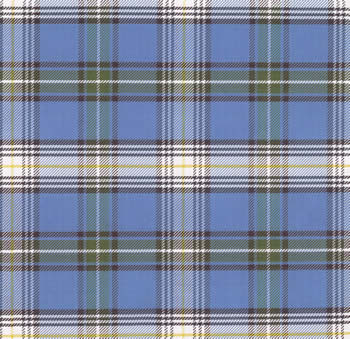
Тартан клану МакДавелл.

Клан МакДавелл — (шотл. — clan MacDowall, англ. — Macdowall, гэльск. — Mac Dubhghaill) — він же: Мак Дубгайлл — один з шотландських кланів.
Гасло клану: Vincere Vel Mori - До перемоги або смерті (лат.)
Вождь клану: Фергус Дей Горт МакДавелл Гартланд
Резиденція вождя клану: Замок Барр
Союзні клани: Комін, МакДугалл

## Історія клану МакДавелл

### Походження клану
Клан виник на землі Галловей (Galloway), що була названа по імені кельтських (гальских, гельських) переселенців з Ірландії. Це переселення відбулось в VII–VIII століттях. Є багато легенд та історичних переказів про землю та князівство Галловей. Історик Олександр Нісбет (Alexander Nisbet) переповідає легенду, що Довалл (Dovall) з князівства Галловей вбив тирана Нохатуса (Nothatus) у 230 р. до н. е. Потім правителі цього князівства чинили запеклий опір римлянам. І саме ці події обумовили зображення лева на гербі вождів клану.
Лорди Галловей були в свій час могутніми і впливовими — їхні володіння включали в себе абатства і приходи. Фергус Галловей — володар цих земель був сильним володарем в часи короля Давида І Шотландського. Він поділив своє князівство між синами. Один з його синів або онуків — Дугал (Dougal). Останній його нащадок — Алан помер у 1234 році. Дочка Алана — Деворгілла (Devorgilla) одружилась з Баліолем — лордом замку Барнард. Їхнім сином був Джон, який успадкував землю Галловей. У 1295 році Баліоль як лорд Галловей отримав у володіння землі Гархланд (Garthland) і прізвище Дугал. У 1296 році Дугал та Фергус Мак Дугал підписали присягу (Ragman Roll) на вірність королю Англії Едварду І.

### XIV–XVI століття
Онук Дугала — Фергус успадкував третю частину земель Гархланд — він в часи короля Шотландії Давида II був шерифом. Його онуком був Фергус МакДавелл , V лайрд МакДавелл. Він потрапив у полон до англійців у 1401 році в битві під Гомілдон.
Ухтред (Uchtred) — ІХ лорд Гархланд одружився з Ізобель Гордон (Isobel Gordon) з клану Гордон, що контролював землі Лохінвер (Lochinver). Він та його син були вбиті в битві під Флодденом у 1513 році в часи короля Шотландії Джеймса IV. Джон (Іоан) — ХІ лайрд теж був вбитий під час війни з англійцями у битві під Пінкі Клев (Pinkie Cleugh) у 1547 році. Джон передав свої маєтки своєму синові — Ухтреду перш ніж іти на війну. Цей Ухтред взяв участь у рейді на Рухвен (Ruthven) коли граф (ерл) Говрі та інші шляхтичі-протестанти викрали молодого короля Шотландії Джеймса VI у 1582 році і відправили його до замку Рухвен, а потім до Единбургського замку. Ухтред пізніше був помилуваний у 1584 році і отримав новий титул — барон Гархланд і Корсволл.

### Сучасна історія клану
Джеймс МакДавелл та Вільям МакДавелл були XVI і XVII лайрдами відповідно. У XVII столітті вини були членами парламенту від Вігтауншіра (Wigtownshire). Вільям МакДавелл і його дружина — Грізель Бітон мали чотирнадцять дітей та онука — Джеймс МакДавелла, що став лорд-мером Глазго.
XXI вождь клану та лайрд МакДавелл був прихильником в шотландської автономії і був обраний до парламенту у 1783 і до своєї смерті в 1810 році сидів у палаті громад у Вестмінстері. Його змінив племінник — Вільям, який продав кланові землі Гархланд, але зберіг маєток в Лохвіннох (Lochwinnoch), земля Ренфрюшір. Після його смерті титул перейшов до генерал-лейтенант Дея МакДавелла. Наприкінці дев'ятнадцятого століття, більшість людей з клану МакДавелл емігрували до Канади.
Нинішнім вождем клану Є Фергус МакДавелл, що володіє гербом та званням вождя клану.

## Замки клану МакДавелл
Замок Барр в Гархланді — резиденція вождів клану МакДавелл.
Замок Гархланд — у землі Вінгтауншір — збудований 1211 році. Замок був в свій час резиденцією вождів клану МакДавелл з Гархланда.
Замок Логан — у 1295 році король подарував клану землі Кікрмайден. На цій землі був побудований замок. Судячи по всьому він згорів і був перебудований у 1500 році. Від цього замку лишилися тільки руїни, які потім були перебудовані в маєток.

## Гілки та септи клану
МакДавелли з Гархланду
МакДавелли з Фрев
МакДавелли з Логану
МакДавелли з Макрімору
Інші гілки та родини, що пов'язані з кланом МакДавелл: Coyle, Dole, Dougal, Dougall, Doyle, Dow, Dowdle, Dowall, Dowell, Dowler, Dowling, Dugle, Duvall, Duwall, Kyle, MacDewell, MacDill, MacDole, MacDool, MacDougall, McDougal, MacDouyl, M'Douwille, Macduoel, Mcdoual, Mcdoll, MacDowall, MacDowal, McDowall, McDowal, MacDowell, McDowell, MacDowile, MacDowile, MacDowile, MacDowilt, MacDuael, MacDuel, McDuhile, MacDull, Macduuyl, Macduyl, Makdougall, Makdull, Mcduwell, M'Gowall, Mactheuel.